# Správní obvod obce s rozšířenou působností Neratovice
Správní obvod obce s rozšířenou působností Neratovice je od 1. ledna 2003 jedním ze tří správních obvodů rozšířené působnosti obcí v okrese Mělník ve Středočeském kraji. Čítá 12 obcí.
Město Neratovice je zároveň obcí s pověřeným obecním úřadem, přičemž oba správní obvody jsou územně totožné.

## Seznam obcí
Poznámka: Města jsou vyznačena tučně, městyse kurzívou.
- Čakovičky
- Chlumín
- Kojetice
- Kostelec nad Labem
- Libiš
- Nedomice
- Neratovice
- Obříství
- Ovčáry
- Tišice
- Všetaty
- Zálezlice

## Obyvatelstvo
| Rok  | Obyv.  | ± %     |
| ---- | ------ | ------- |
| 1869 | 10 115 | —       |
| 1880 | 11 525 | +13,9 % |
| 1890 | 11 985 | +4 %    |
| 1900 | 13 076 | +9,1 %  |
| 1910 | 14 618 | +11,8 % |

| Rok  | Obyv.  | ± %     |
| ---- | ------ | ------- |
| 1921 | 15 054 | +3 %    |
| 1930 | 18 336 | +21,8 % |
| 1950 | 18 927 | +3,2 %  |
| 1961 | 21 745 | +14,9 % |
| 1970 | 22 281 | +2,5 %  |

| Rok  | Obyv.  | ± %     |
| ---- | ------ | ------- |
| 1980 | 27 162 | +21,9 % |
| 1991 | 26 747 | −1,5 %  |
| 2001 | 27 570 | +3,1 %  |
| 2011 | 30 380 | +10,2 % |
| 2021 | 32 269 | +6,2 %  |